# Église Saint-Georges de Marloie
L'église Saint-Georges est un édifice religieux catholique de style moderne sis à Marloie (commune de Marche-en-Famenne), dans la province de Luxembourg en Belgique. Construit en 1954 le bâtiment récent remplace l'église qui fut détruite lors d'un bombardement, durant la Seconde Guerre mondiale. La paroisse est placée sous le patronage de saint Isidore.  

## Histoire
Au XIIe siècle, Marloie alors dépendance liégeoise de l'ancienne abbaye de Saint-Hubert semblait déjà posséder une église. En effet, l'église est citée dans la bulle pontificale Omne datum optimum du Pape Innocent II datée de 1139. Cependant, les plus anciennes traces d'un édifice remontent au XVIIe siècle où était établie une chapelle localisée quasiment à l'endroit de l'église actuelle. De nos jours, une des traces de l'ancienne chapelle est une pierre sculptée en clé de voute portant l'inscription de l'année 1606 entourant un blason inconnu, qui aurait vraisemblablement appartenu à un des seigneurs exploitant la cense' de Marloie. Cette pierre sculptée peut être retrouvée non loin du plateau du Gerny, insérée dans une petite chapelle reconstruite en 1977 dédiée à saint Isidore qui est notamment le saint patron de la paroisse de Marloie
.
Le 28 avril 1895, post Révolution française, la paroisse de Marloie est officiellement érigée. Le premier curé en est  l'abbé Antoine Daras. Trouvant la chapelle délabrée et trop petite pour les célébrations, elle fut détruite et remplacée la même année par un édifice plus vaste sur les lieux de la présente église. 

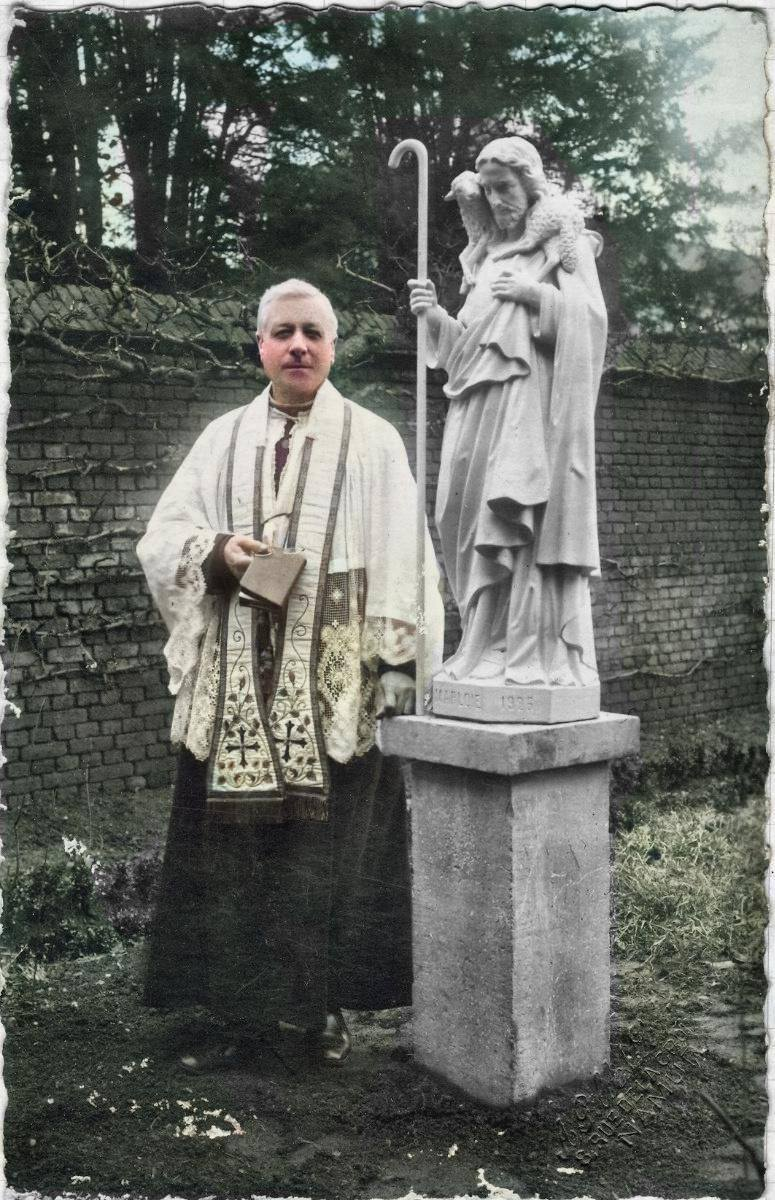
Antoine Daras, curé de Marloie de 1895 à 1926

En 1905, à la suite du développement de la ligne de chemin de fer reliant Namur à Arlon et au Luxembourg, et au développement du village, l'église fut agrandie et dotée d'une travée supplémentaire pour la nef, d'un baptistère et d'un perron pour l'entrée. 

Le dimanche 21 mai 1944 aux alentours de midi, un avion allié américain revenant de sa mission de destruction de matériels ferroviaires dans la région de Metz, en France, visa un train transportant 240 000 litres d'essence (pour le ravitaillement de camions allemands), et détruisit, en plus de sa cible, un train allemand (non identifié par la résistance belge ) transportant 450 tonnes de TNT stationné en gare de Marloie provoquant ainsi une explosion dévastatrice. La déflagration rasa le village, fit des centaines de blessés et tua 42 personnes.

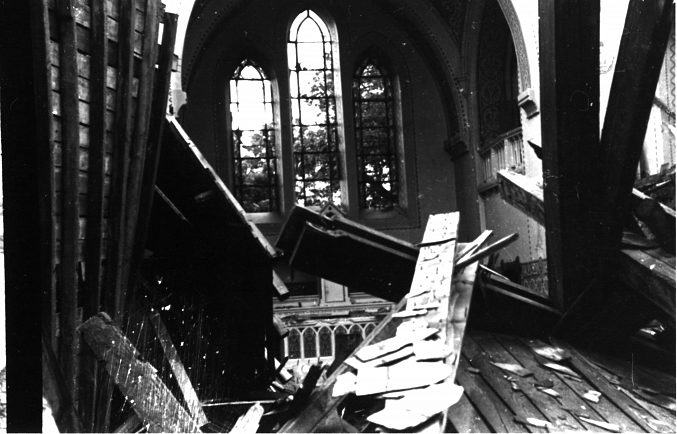
L'ancienne église vu de l'intérieur, après l'explosion

 L'église lourdement endommagée par la catastrophe, dut être démolie en raison de l'effondrement du toit dans la nef et de la fragilisation des murs. Le carmel qui n'était pas loin fut également détruit par la déflagration. À la suite de ce drame, la salle paroissiale (« Le Cercle St-Georges ») servit de lieu de culte provisoire durant 10 ans. 
Dès 1944, l'architecte Victor Sarlet, résidant de Marloie, réalisa les plans de reconstruction d'une nouvelle église de style néo-roman mais c'est finalement une église de style moderne qui verra le jour. L'année 1954 marquera le début des travaux de reconstruction et 2 ans plus tard, le 17 octobre 1956, la nouvelle église sera consacrée par Mgr Charue, évêque de Namur.

## Architecture
Construite essentiellement en béton armé, l'église étonne par son architecture moderniste.
L'ensemble du projet de Sarlet comporte en plus de l'église, un parvis, une chapelle de semaine, le presbytère et ses jardins.
Le local "Abbé Daras" en référence au premier abbé est situé à droite de l'entrée principale, c'était à l'origine le baptistère de l'église. Il sert aujourd'hui pour le catéchisme et fait aussi office de bibliothèque.

## Extérieur

### Campanile
Le campanile haut de 30 mètres dissimule en son sein trois cloches: l'une dédiée à saint Isidore, une autre à saint Antoine qui ont été récupérées de l'ancienne église et un bourdon de 950 kg, consacré à Marie de l'Assomption et coulé en 1955.

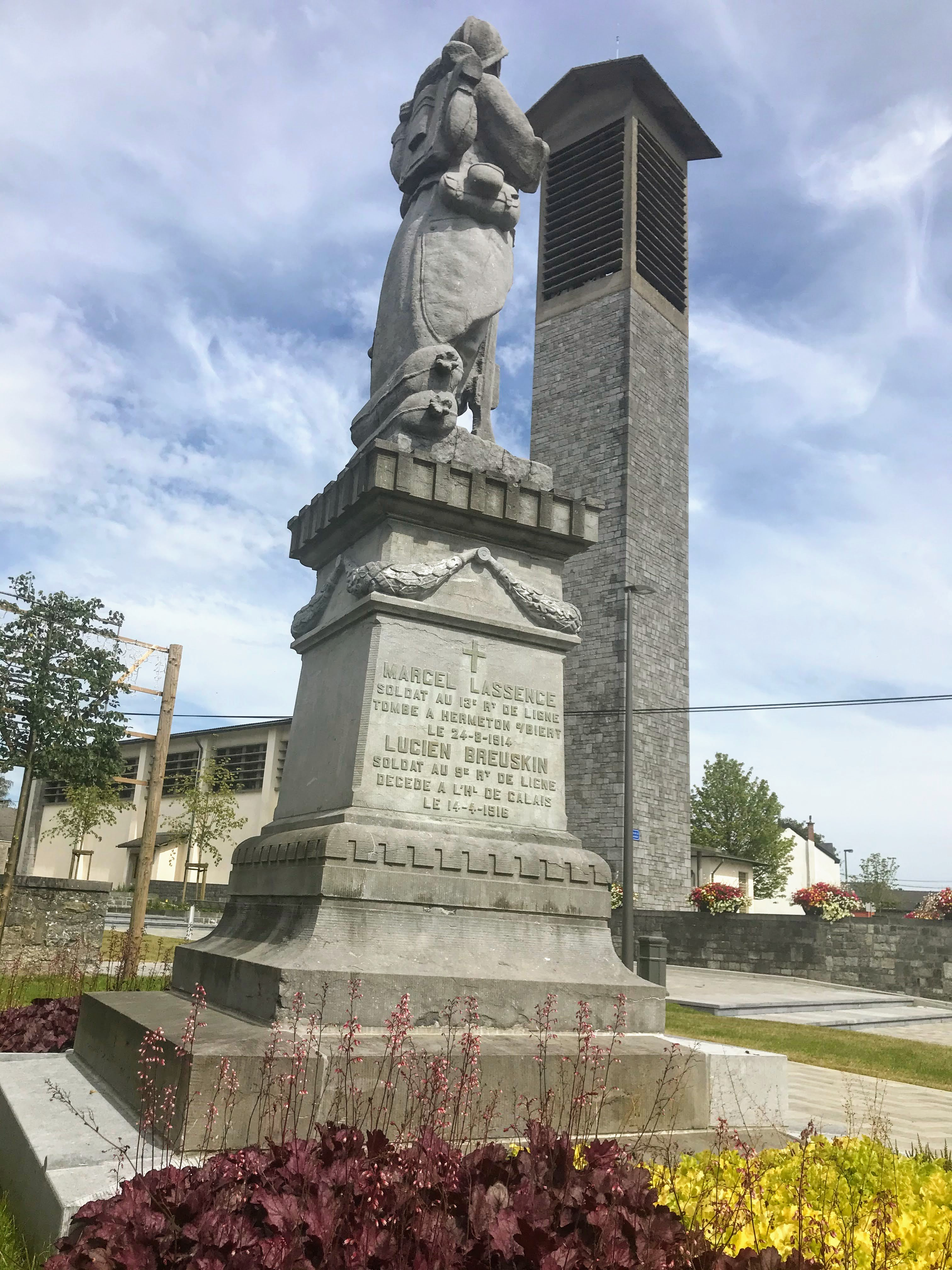
Le campanile vu depuis le monument aux morts

### Façade
La façade avant de l'église est ornée d'une mosaïque représentant le Christ-Roi trônant, entouré de 8 personnages: quatre anges, saint Georges, saint Pierre, saint Paul et un évangéliste. Cette œuvre est le fruit de l'artiste français Maurice Rocher en 1955. 

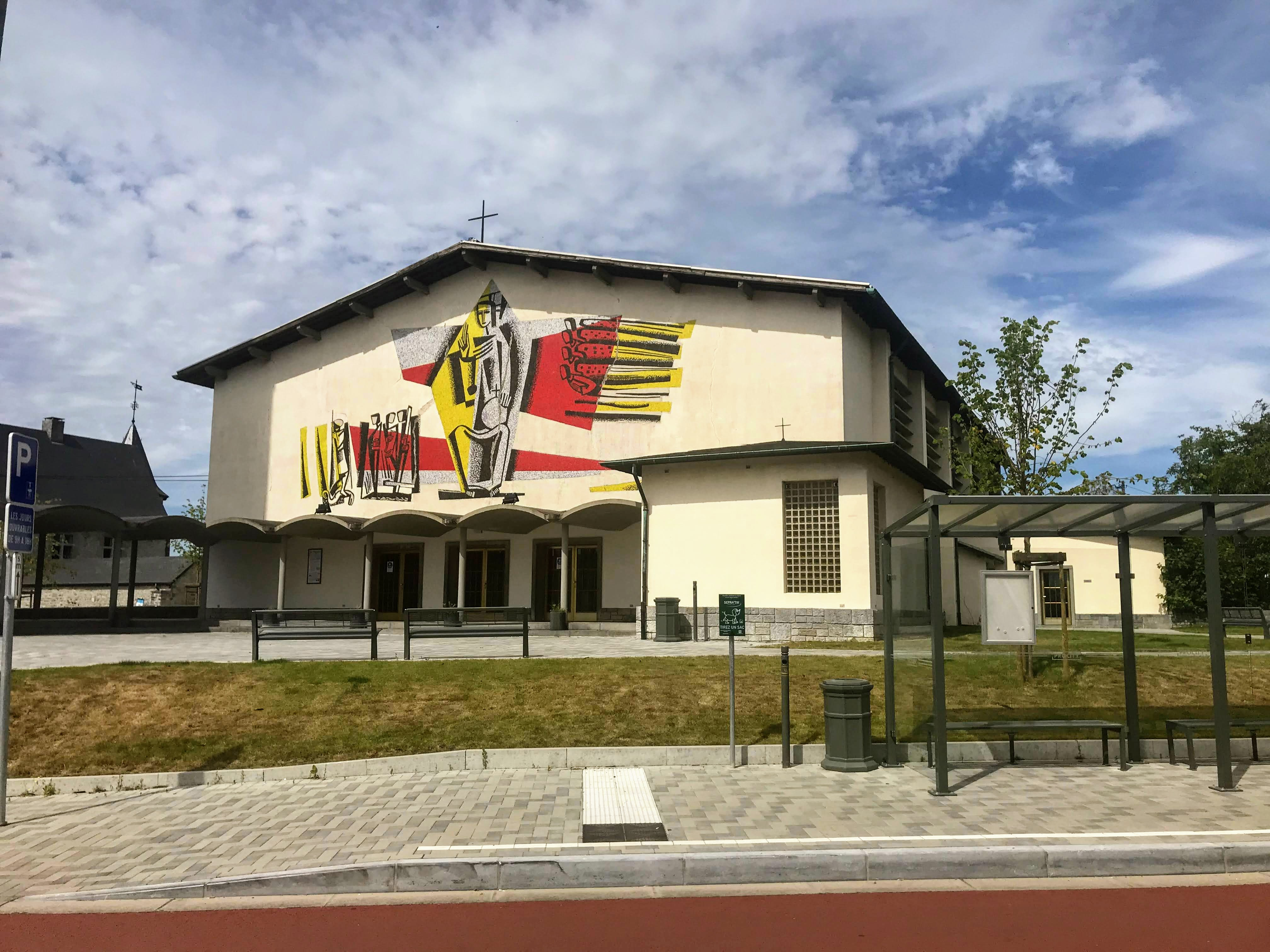
Façade de l'église avec vaste fresque du Christ-Roi

## Intérieur

### Mobilier
Les différentes statues en cuivre battu représentant le Christ (qui se trouvent dans le chœur), le saint Georges, la Vierge Marie ou encore, les fonts baptismaux ainsi que le mobilier tels que le chemin de croix ou le banc de communion, ont été dessinés par les artistes belges Zéfir Busine et Georges Boulmant.

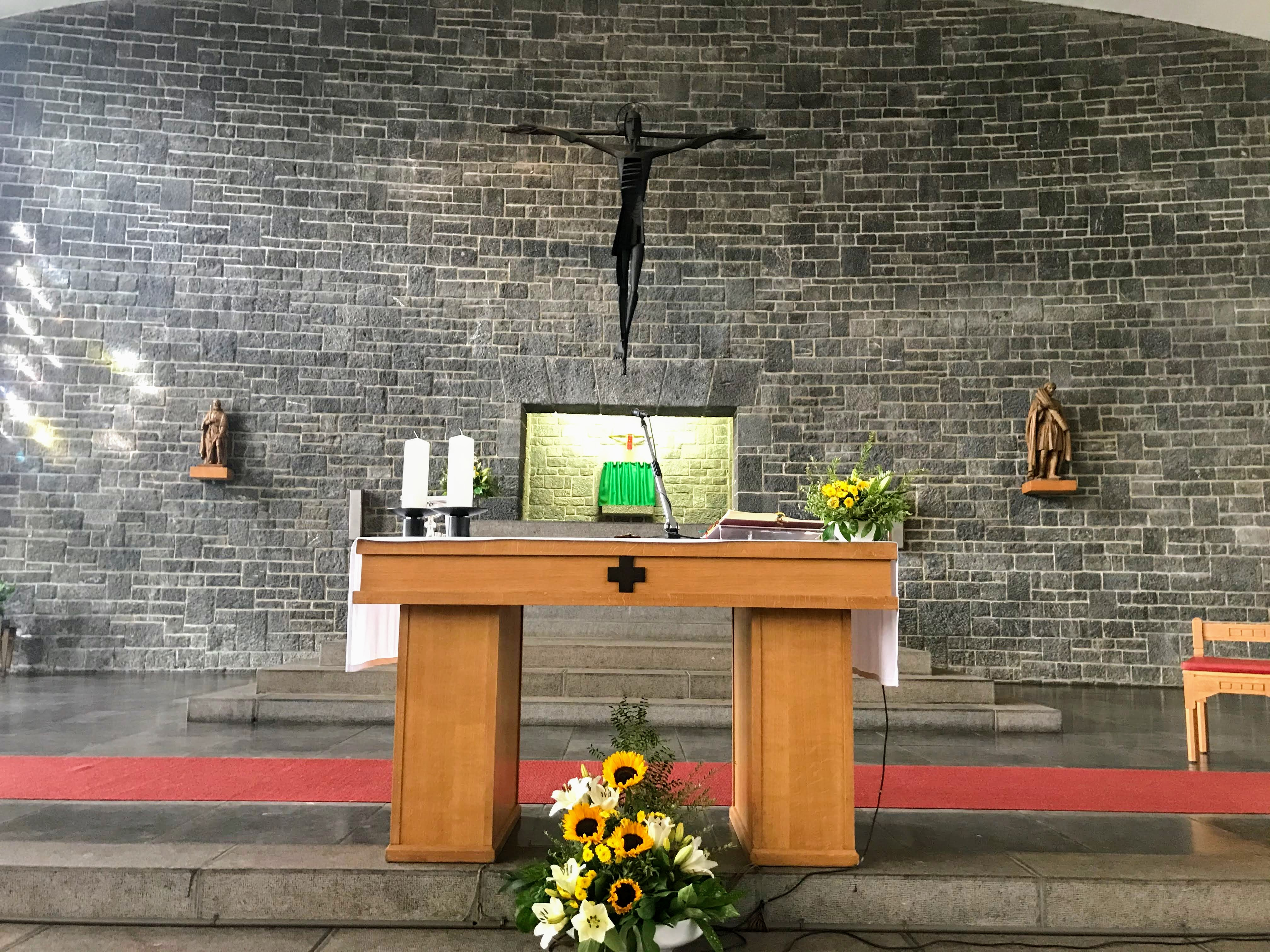
Sanctuaire, avec saint Roch (gauche) et saint Isidore (droite)
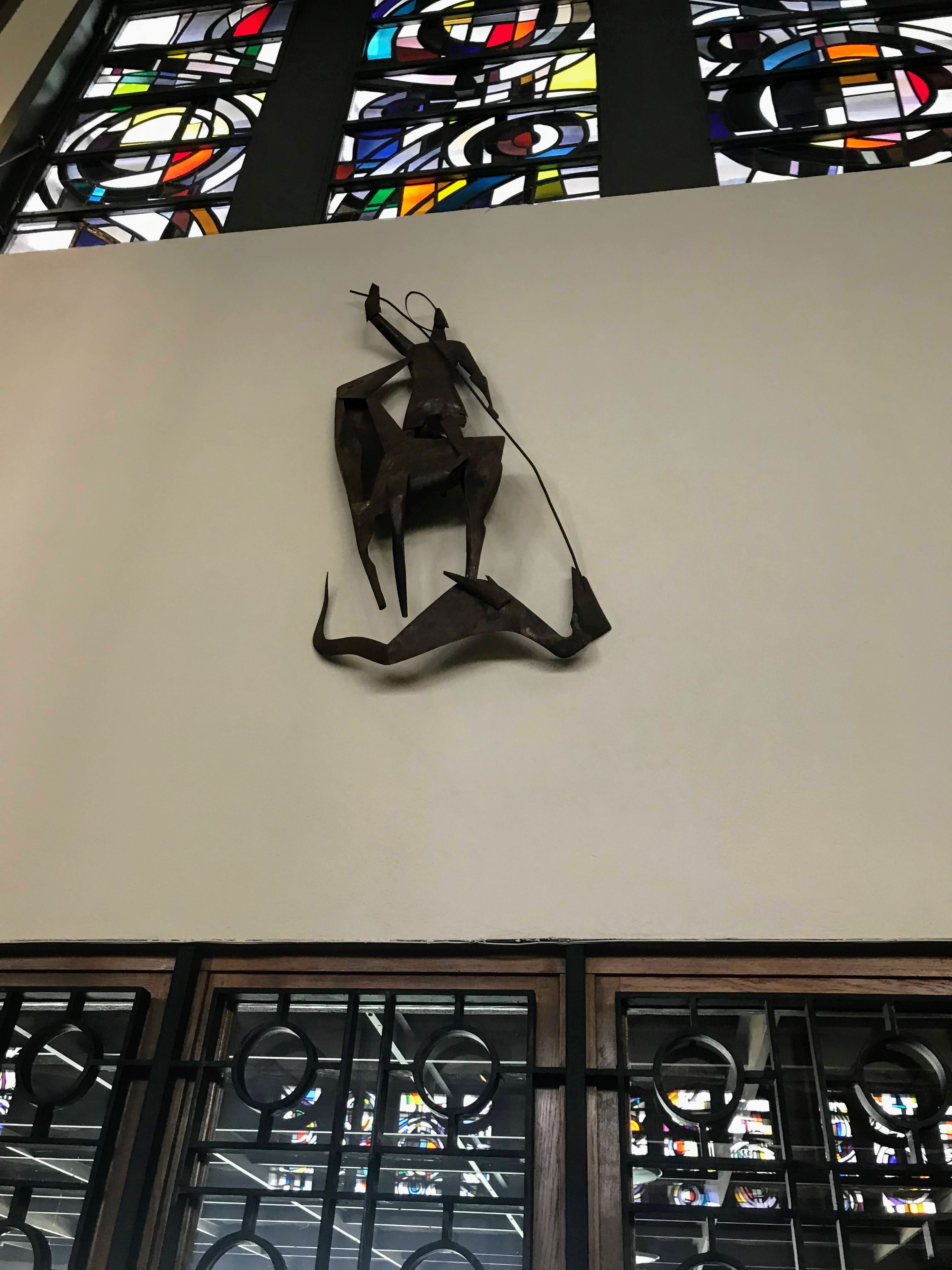
Saint Georges triomphant du dragon
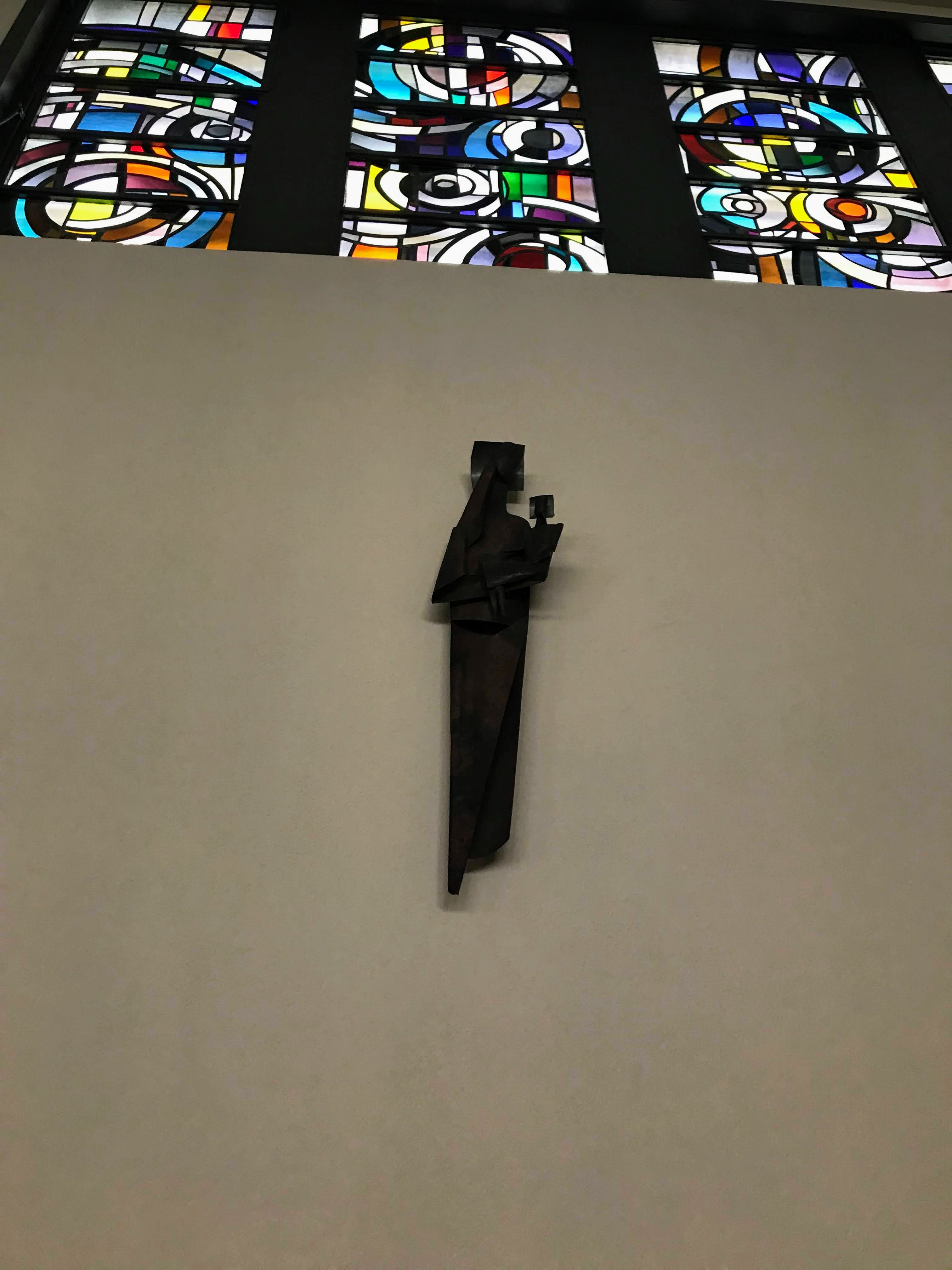
Sainte Marie
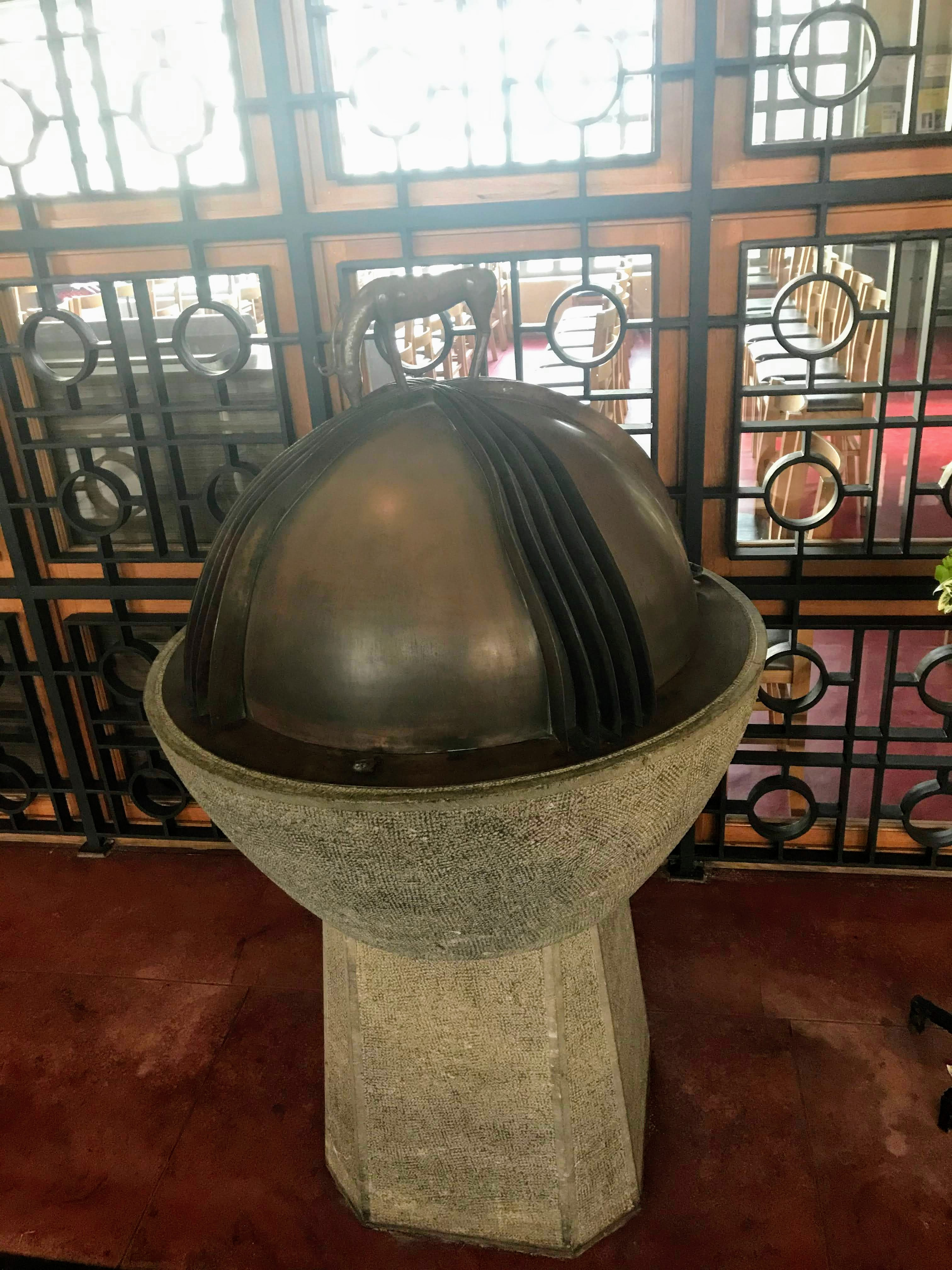
Fonts baptismaux
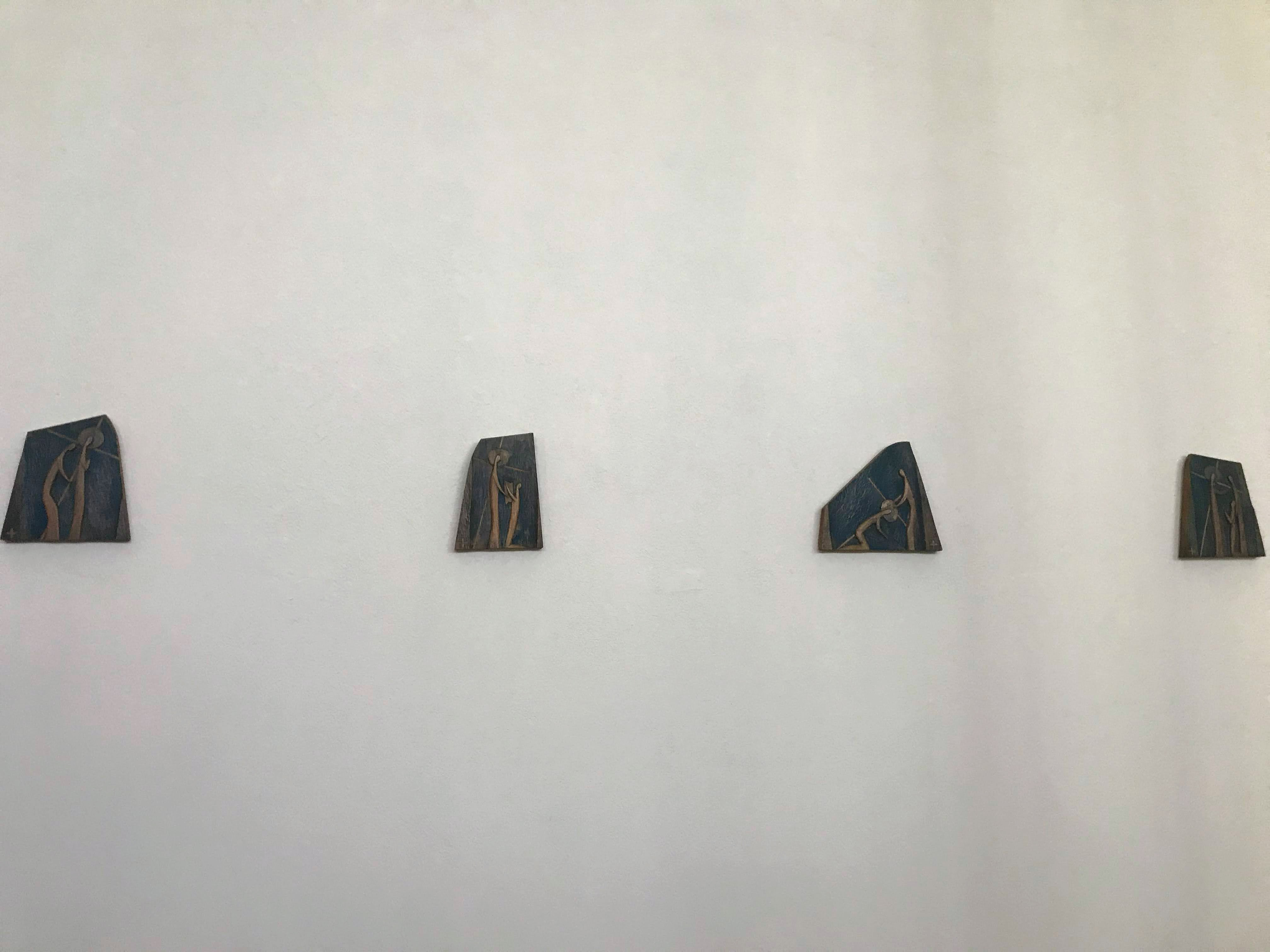
Chemin de croix

### Orgues
Les orgues du facteur belge Jos Stevens et Duffel, proviennent du pavillon du Saint-Siège de l'exposition universelle 1958 de Bruxelles. 

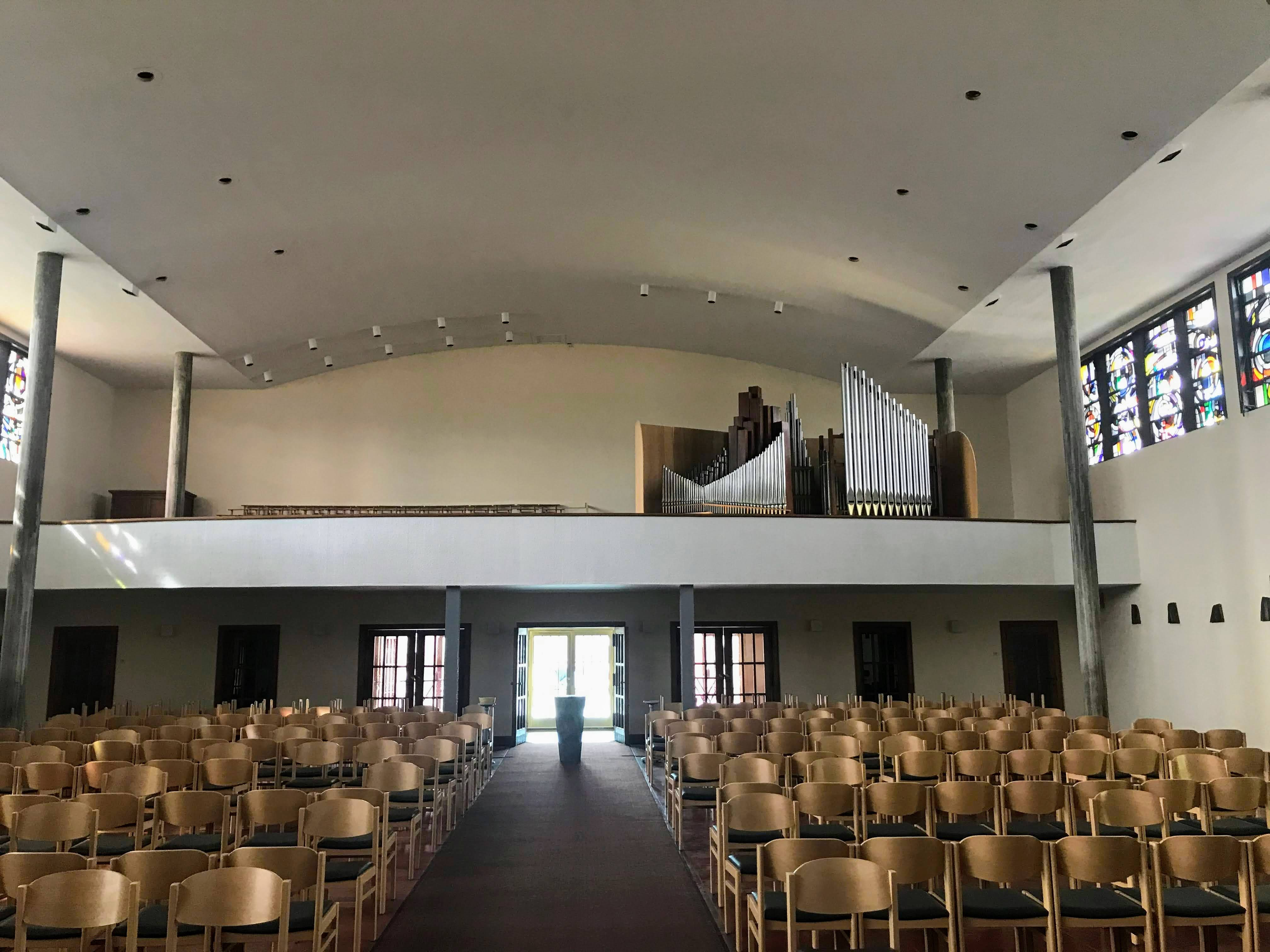
L'orgue

### Vitraux
Les vitraux sont l'œuvre de l'artiste namurois Louis-Marie Londot. Mélange de cercles telles des notes de musique, d'angles et de couleurs symbolisant le mouvement. Londot trouva son inspiration dans le chant de l'Alléluia. 

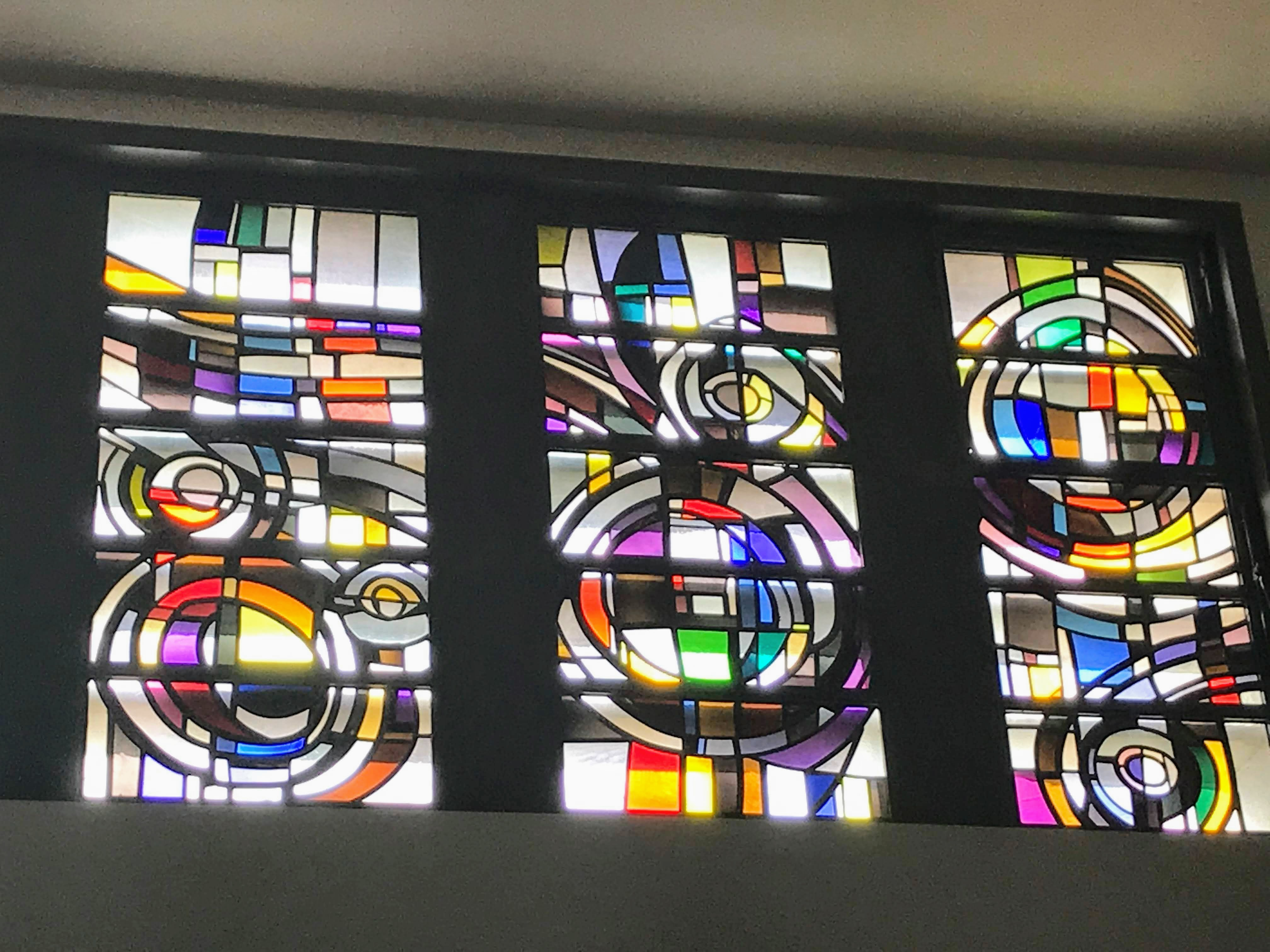
Les vitraux

## Chapelle de semaine

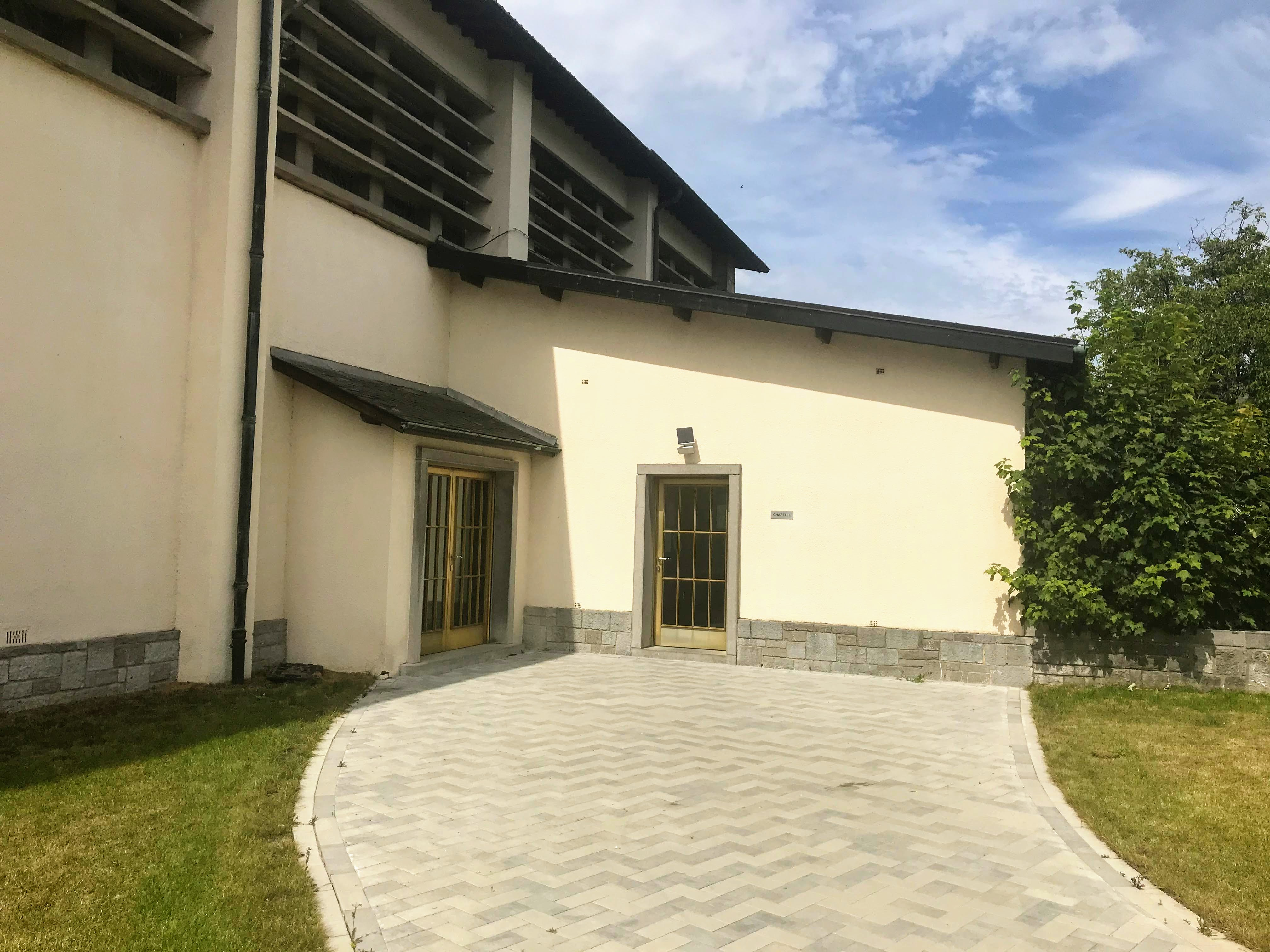
Entrée de la chapelle

La chapelle de semaine se trouve à droite de l'entrée principale. Depuis 2011, une statue en terre cuite de l'artiste belge Sabine de Coune représentant le Christ, trône au-dessus de l' Autel. Fait remarquable, le Christ bien qu’il soit ici représenté crucifié marquant ainsi l’achèvement de sa Passion,  est aussi représenté comme étant ressuscité. En effet, l’artiste a laissé plusieurs éléments évoquant le Christ ressuscité. Tout d’abord le visage du Christ est joyeux et souriant, les yeux ouverts laissant exprimer de la sérénité. Ensuite, ses pieds sont tournés vers le sol évoquant une élévation, rappelant ainsi l’Ascension. Aussi, les bras évoquent une attitude d‘accueil et les mains de la statue ouvertes et tendues rappellent le passage biblique (Jn 14,1-3) sur la place que Jésus prépare à ses disciples au paradis. Enfin, les stigmates, sont le lien entre le Jésus crucifié et le Jésus ressuscité. Ils marquent les souffrances endurées par le Christ avec les plaies au niveau des poignets et non des mains (représentation médicale), des pieds et de la marque de lance sur le flanc. Ces stigmates visibles retracent aussi l’épisode des évangiles où Jésus ressuscité montre ses plaies à ses disciples. Des touches dorées ont aussi été ajoutées par l’artiste sur chaque plaie qui évoquent la victoire du Christ sur la mort.

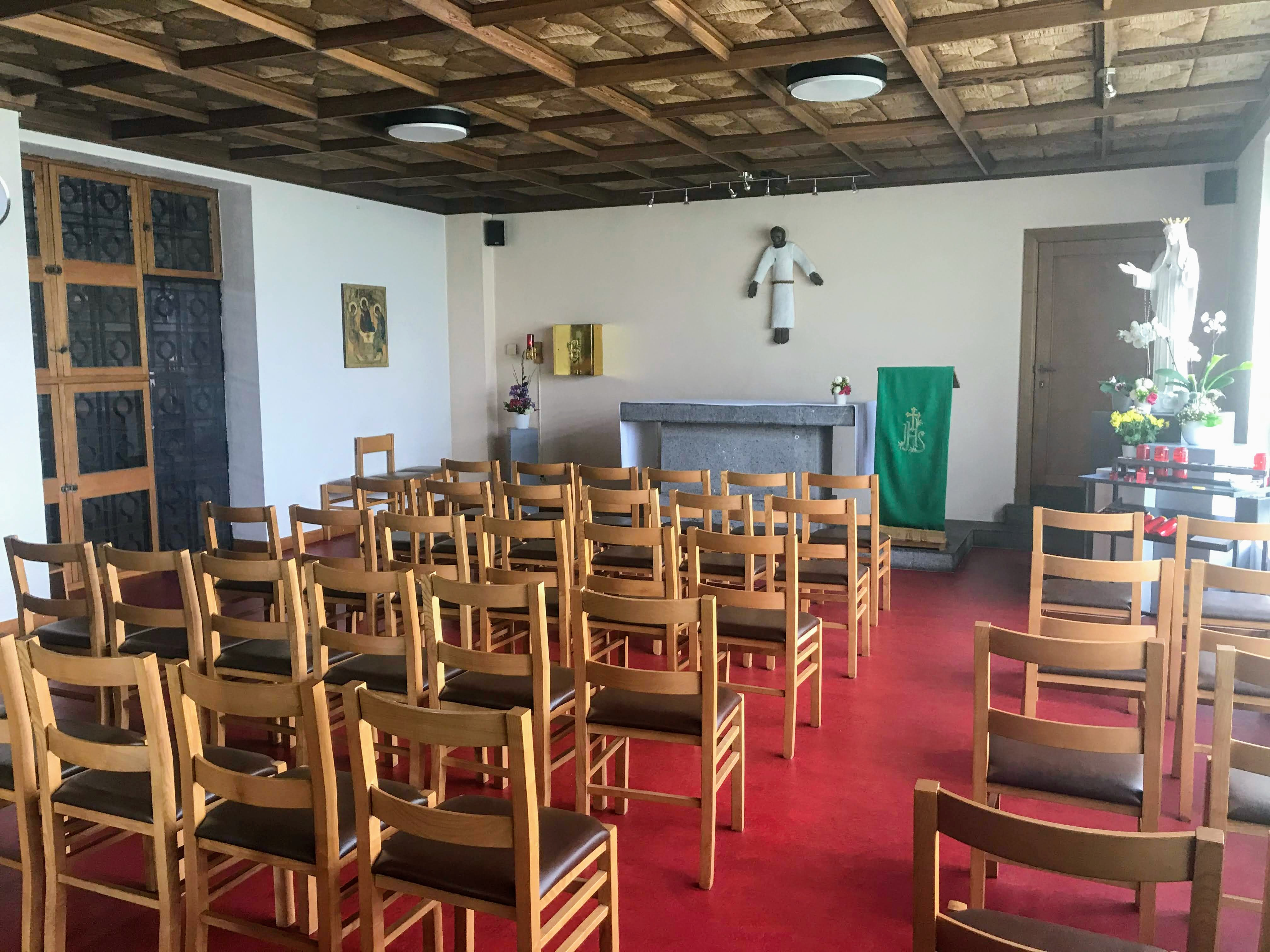
Intérieur de la chapelle de semaine
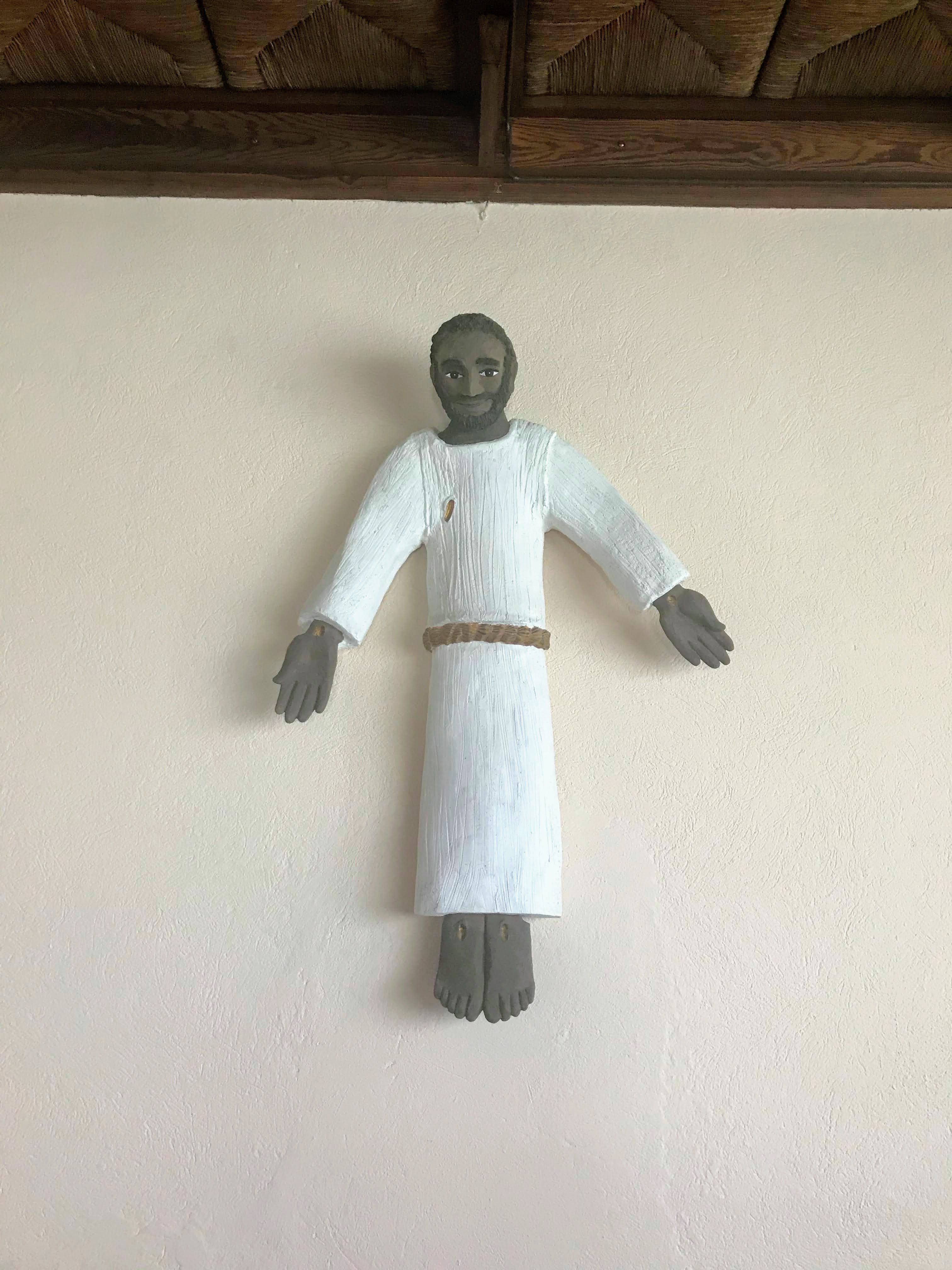
Statue du Christ (Sabine de Coune)
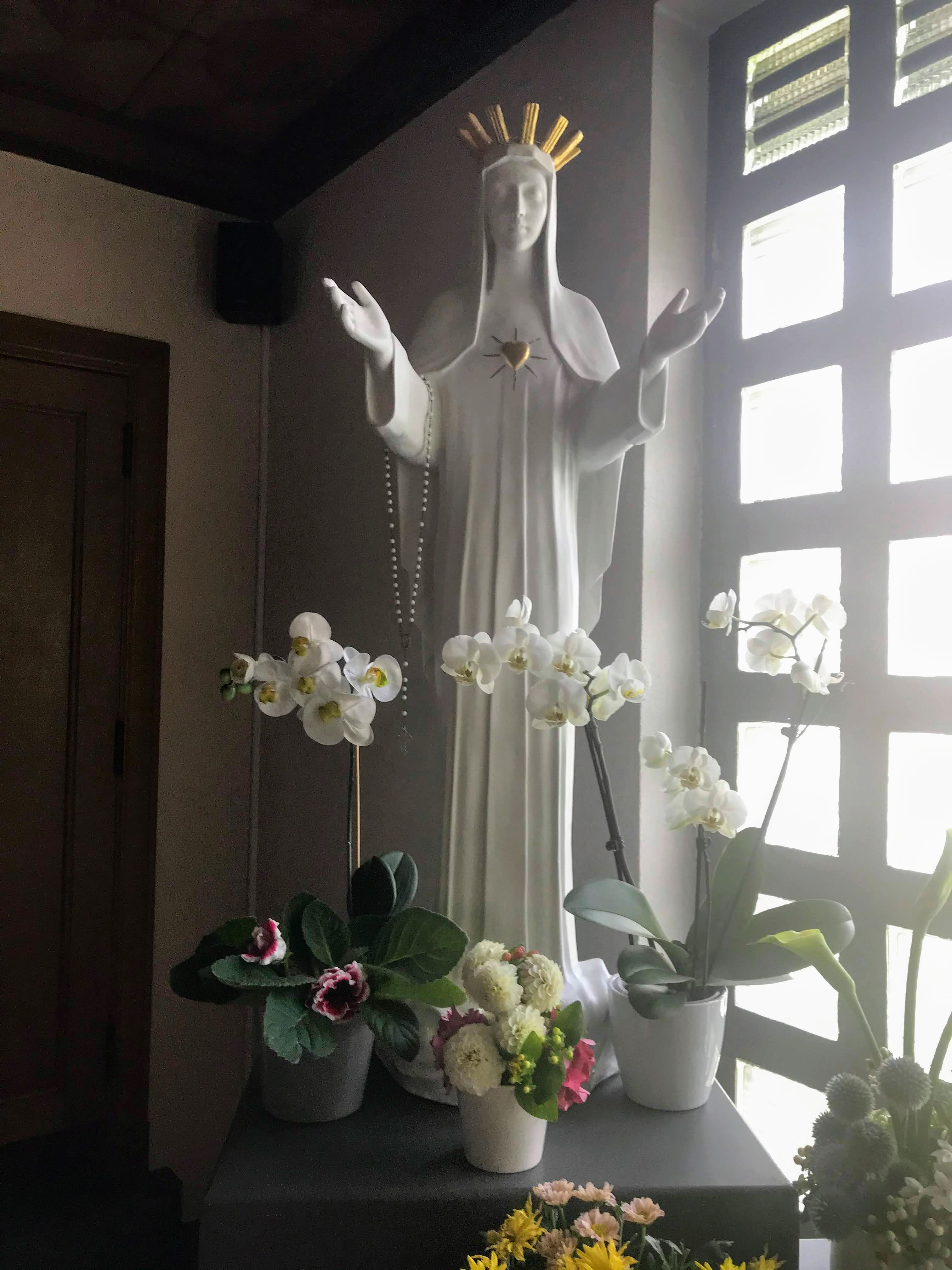
Statue de Notre-Dame de Beauraing

## Liste des prêtres de Marloie
| Nom                    | Période du ministère  | Note                                                                                |
| ---------------------- | --------------------- | ----------------------------------------------------------------------------------- |
| Jean Leon              | 1668-1689             | Il fonda la Confrérie Saint-Isidore en 1680 et dédia la paroisse à ce dernier       |
| Jonbin                 | 1689-1695             | Vicaire                                                                             |
| Gaspar de Hodange      | 1695-1700             | Vicaire de Marloy (ancien nom de Marloie)                                           |
| Philippe Dohex         | 1700-1701             | Religieux prémontré de Leffe (Dinant)                                               |
| Henry Picart           | 1703-1708             | Vicaire                                                                             |
| G. David               | 1709-?                |                                                                                     |
| Jean Guillaume Deville | 1714-11 janvier 1724  |                                                                                     |
| Jacob Denys            | 1726-?                | Vicaire                                                                             |
| Matthieu Joseph Joly   | 1777-29 octobre 1785  |                                                                                     |
| D. Gauthier            | 1785-3 septembre 1794 | À partir de 1791 jusqu'en 1862, il n'y avait plus de prêtre en résidence à Marloie. |
| Magin                  | 1794-1795             | Vicaire à Aye et desservant de la paroisse.                                         |

| Nom     | Période du ministère                 | Note |
| ------- | ------------------------------------ | --- |
| Masson  | 1795                                 | L'abbé Masson fut un curé assermenté, malheureusement le sermon prononcé 3 jours après le délai fixé ne permis pas d'empêcher la vente de tous les biens de la cure.                                              |
| ?       | Période indéterminée entre 1795-1839 | C'est le curé de Jemeppe- Hargimont qui célébrait la messe. |
| ?       | 1839-1840                            | Le curé de Chavanne assura la messe du dimanche en empruntant des sentiers impraticable, qu'il réempruntait pour y célébrer la grand(sic)-messe de Chavanne. Il était payé en grain par les habitants de Marloie. |
| Marenne | 1840-1853                            | Curé de Waha |

| Nom            | Période du ministère  |
| -------------- | --------------------- |
| Collin         | 1853-1862             |
| Detroux        | 1862-1868             |
| Cabeau         | 1870-1872             |
| Médot          | 1872-1879             |
| Deremien       | 1879-1882             |
| Del Chevalerie | 1882-1888             |
| Doneux         | 1888-1891             |
| Nélisse        | 1891-1895             |
| Dom            | 1895 (pendant 1 mois) |

| Nom                                                   | Période du ministère | Note                       |
| ----------------------------------------------------- | -------------------- | -------------------------- |
| Antoine Daras                                         | 1895-1926            |                            |
| Louis Tasquin                                         | 1926-1935            |                            |
| Octave Davin                                          | 1935-1962            |                            |
| Gérard Marlaire et Jules Gaillard (vicaire dominical) | 1963-1989            |                            |
| Remi Delaite                                          | 1989-2008            |                            |
| Roger Poncin                                          | 2008-2010            | Doyen de Marche-en-Famenne |
| François Barbieux                                     | 2010-en cours        |                            |